# Brabançon
Brabançons eram, na Idade Média, o que chamavam às tropas mercenárias cujos elementos se tornavam bandidos, percorrendo a França cometendo atos horríveis. Eram também chamados de Routiers, Écorcheurs e Coterelli.
Pensa-se que grande parte desses bandos seriam provenientes do pagus de Brabant. Em 1135, Guilherme de Ypres terá levado até Estêvão de Blois mercenários recrutados em Brabant que o ajudaram em Inglaterra. Mais tarde no continente, esses bandos devastariam os locais por onde passavam, dando ao nome Brabançon um significado sinistro. Muito tempo depois começaram a ser chamados de Brabançons quaisquer bandidos armados que viviam de pilhagem e roubo.
Os braubantiones sive coterelli, como sinónimo de mercenário da França e da Itália, surgiram já em 1171, nomeadamente durante o reinado de Frederico I. O imperador formara um exército de mercenários do lado de fora do seu império, tornando-se militarmente livre dos homens dos feudos alemães.